# Албрехт фон Целкинг
Албрехт фон Целкинг (на немски: Albrecht von Zelking; † пр. 15 юни 1349) е благородник от стария род Целкинг в днешните Долна и Горна Австрия.

## Произход и наследство
Той е син на Хайнрих фон Целкинг и съпругата му Морайн Русдорф. Внук е на Отон I фон Целкинг и Лойтгард Капел, дъщеря на Улрих III фон Капел и Гертруд фон Валзее. Правнук е на Лудвиг Ширбах фон Целкинг († сл. 1262) и праправнук на Хайнрих Ширбах фон Целкинг († сл. 1239), синът на Отмар Ширбах фон Целкинг († сл. 1213).
Господарите фон Целкинг са в свитите, верни на Бабенбергите и Хабсбургите, и често имат висши служби. Те са известни преди всичко с културните си постижения.
Господарите фон Целкинг се разделят на множество линии и измират през 1634 г. по мъжка линия с Лудвиг Вилхелм фон Целкинг. След дълги наследствени конфликти тяхното наследство отива на родовете Полхайм и Цинцендорф. Потомците на дъщери на господарите фон Целкинг са доказани в европейските кралски домове.

## Фамилия
Първи брак: с Агнес фон Рор.
Втори брак: пр. 15 април 1333 г. с Минция фон Фолкенсторф († сл. 15 юни 1349), дъщеря на Албрехт фон Фолкенсторф. Те имат една дъщеря:
- Анна фон Целкинг († сл. 14 октомври 1441 или 18 ноември 1448), омъжена I. 1414 г. за Хайнрих V фон Лихтенщайн († пр. 1418), австрийски дворцов майстер, син на Хартнайд III 'Стари' фон Лихтенщайн († 1386) и Анна фон Щернберг († 1376); и II. път сл. 1418 г. за Рудолф III фон Лихтенщайн-Мурау († 28 юни 1425/5 февруари 1426), син на Йохан I фон Лихтенщайн-Мурау († 1395) и Анна фон Петау († сл. 1377). От първия брак тя е майка на:[3]
  - Кристоф фон Лихтенщайн († сл. 22 юни 1445), имперски съветник, женен за Анна фон Пуеххайм
  - Георг IV фон Лихтенщайн († 1444), женен пр. 14 март 1423 г. за Хедвиг фон Потендорф († 1449/1457)